# Sarcheshmeh Ẕarūnī
Sarcheshmeh Ẕarūnī (persiska: سَرچِشمِۀ سُفلَى, سرچشمه, Sarcheshmeh-ye Soflá, سرچشمه ضرونی) är en ort i Iran.   Den ligger i provinsen Lorestan, i den västra delen av landet, 400 km sydväst om huvudstaden Teheran. Sarcheshmeh Ẕarūnī ligger 1 141 meter över havet och antalet invånare är 255.
Terrängen runt Sarcheshmeh Ẕarūnī är kuperad söderut, men norrut är den platt. Sarcheshmeh Ẕarūnī ligger nere i en dal. Runt Sarcheshmeh Ẕarūnī är det ganska tätbefolkat, med 52 invånare per kvadratkilometer. Närmaste större samhälle är Kūhdasht, 10,8 km norr om Sarcheshmeh Ẕarūnī. Omgivningarna runt Sarcheshmeh Ẕarūnī är i huvudsak ett öppet busklandskap.